# Joseph Jouthe
Joseph Jouthe (ur. 17 października 1961) – polityk haitański. We wrześniu 2018 objął funkcję ministra środowiska w rządzie Jean-Henry Céanta. We wrześniu 2019 objął również funkcję ministra gospodarki i finansów. Od 4 marca 2020 premier Haiti, tego dnia został zaprzysiężony jego rząd. Funkcję tę pełnił do 14 kwietnia 2021.